# Statki zaopatrzenia floty typu Victory
Statki zaopatrzenia floty typu Victory – amerykańskie statki transportowe – zmodyfikowanego typu Victory – służące do zaopatrzenia floty strategicznych okrętów podwodnych pierwszej generacji. Statki te były w znacznym stopniu zmodyfikowanymi komercyjnymi statkami transportowymi, przystosowanymi w ten sposób do zaopatrzenia okrętów podwodnych typu George Washington i innych typów amerykańskiej floty podwodnej 41 for freedom w bron, żywność i medykamenty, a także umożliwiającymi wymianę załóg w portach poza terytorium Stanów Zjednoczonych.
| Numer burtowy | Nazwa        | Wejście do służby | Status                    |
| ------------- | ------------ | ----------------- | ------------------------- |
| T-AK 259      | „Alcor”      | 1960              | pocięty 1968              |
| T-AK 260      | „Betelgeuse” |                   | pocięty 1974              |
| T-AK 279      | „Norwalk”    | 1964              | pocięty 1 sierpnia 1979   |
| T-AK 280      | „Furman”     | 1963              | pocięty 13 kwietnia 1992  |
| T-AK 281      | „Victoria”   | 1965              | pocięty 31 marca 1986     |
| T-AK 282      | „Marshfield” | 1970              | pocięty 20 listopada 1992 |

Ostatnią jednostką wycofaną ze służby był „Marshfield”, co nastąpiło 1 października 1992 roku. W latach 1982–1983, „Fyurman” uległ kolejnym modyfikacjom, w celu umożliwienia mu transportu kabli podmorskich, po czym świadczył usługi dla Naval Space and Warfare Systems Command.
Dane techniczne:
- Wyporność: 4960 ton
- Długość: 138 metrów
- Szerokość: 18,8 metrów
- Prędkość: 17 węzłów
- Załoga: 145 osób
- Uzbrojenie: 4 podwójne działa 40 mm
- Napęd: maszynownia z turbiną parową, pojedyncza śruba, moc; 8500 KM